# Operace Ovocný sad
Operace Ovocný sad (hebrejsky מבצע בוסתן‎, mivca Bustan, anglicky Operation Orchard, také Operation Outside the Box), byl izraelský letecký útok na jaderný reaktor umístěný v objektu pojmenovaném podle blízkého městečka al-Ibar ležícího poblíž města Dajr az-Zaur v Sýrii po půlnoci 6. září 2007. Izrael se k útoku přiznal až roku 2018.
Bílý dům a CIA po útoku prohlásily, že cílem útoku byl jaderný reaktor s vojenskými účely, zatímco Sýrie to dementovala. 24. dubna 2008 CIA předložila Kongresu USA důkazy, že zničené zařízení byl jaderný reaktor. a vláda USA obvinila Sýrii ze stavby jaderného reaktoru. Šéf Mezinárodní agentury pro atomovou energii (MAAE) Muhamad Baradej nálet nejprve odsoudil, po předání informací zpravodajských služeb USA uvedl, že MAAE je prověří s „vážností, kterou zasluhují“ a zopakoval kritiku jednostranného použití síly. V roce 2011 generální ředitel MAAE Jukio Amano prohlásil, že Izrael skutečně v roce 2007 bombardoval tajný syrský jaderný reaktor. Podle novinových zpráv byl útok proveden osmi letouny F-15I a F-16 69. perutě izraelského letectva. Z osmi letounů nejméně čtyři přeletěly syrské území. Letouny byly vybaveny raketami AGM-65 Maverick, 500librovými bombami a přídavnými palivovými nádržemi. Příslušníci elitních jednotek izraelského letectva Sajeret Šaldag a Sajeret Matkal dorazili na místo o den dříve, aby označili cíl laserovými[zdroj?] paprsky.

## Aktivity před útokem
Podle některých informací v roce 2004 agenti Mosadu vnikli do vídeňského domu Ibrahima Othmana, šéfa syrské komise pro jadernou energii. V domě se jim podařilo získat fotografie vnitřku syrského jaderného komplexu. Z fotografií vyplynulo, že se v zájmovém objektu nachází reaktor podobného typu jako v severokorejském Jongbjonu, identifikováni byli i severokorejští pracovníci. V roce 2006 získal Izrael další informace, které definitivně potvrdily spekulace o syrském úsilí o vybudování jaderného reaktoru a identifikoval objekty, kde se jaderné zařízení nachází. V roce 2007 zběhl na západ za pomoci CIA a Mosadu generál íránských Revolučních gard Alí Réza Asgarí, který následně poskytl řadu informací o syrském jaderném programu, včetně íránského tlaku na co nejrychlejší dokončení výstavby reaktoru. O pět měsíců později vnikli v Londýně agenti Mosadu do hotelového pokoje vysokého syrského úředníka a do jeho laptopu umístili trojského koně. Díky tomu získal Izrael velké množství textů a fotografií týkajících se syrského jaderného programu. Podle informací z těchto dokumentů započala jednání o výstavbě reaktoru v roce 2000. V roce 2002 byla mezi Sýrií, Severní Koreou a Íránem uzavřena dohoda, podle které Severní Korea dodá technologii a Írán bude celý projekt financovat, přičemž cena byla odhadována na 2 miliardy dolarů.
ABC News oznámila, že Mosad „zvládl buď získat jednoho z pracovníků zařízení nebo umístit špiona jako pracovníka“ uvnitř podezřelého syrského jaderného komplexu a díky tomu pak bylo možné získat fotografie cíle ze země. Podle dalších informací se Mosadu podařilo získat jednoho z vědců pracujících přímo v areálu jaderného reaktoru.
Na základě získaných informací se Ehud Olmert nejdříve pokoušel přesvědčit USA, aby reaktor zničila americké armáda, což američtí představitelé odmítli s poukazem, že neexistuje jednoznačný důkaz.
Podle Sunday Times pronikli členové elitní izraelské jednotky Sajeret Matkal tajně do syrského jaderného zařízení a přinesli část jaderného materiálu (podle jiných informací půdní vzorky z okolí areálu) zpět do Izraele. Poté, co byl materiál otestován a bylo potvrzeno, že pochází ze Severní Koreje a půdní vzorky jsou kontaminovány radiací, daly Spojené státy americké souhlas k útoku. Jiná zpráva uvádí, že Izrael plánoval útok již na 14. červenec, ale někteří představitelé USA, včetně ministryně zahraničí Condoleezzy Riceové se stavěli proti tomu a upřednostňovali veřejné odsouzení Sýrie; tím útok oddálili až do doby, kdy se Izrael začal obávat, že by informace mohla uniknout do médií. Sunday Times uvádí, že operaci velel ministr obrany Ehud Barak.

## Plánování

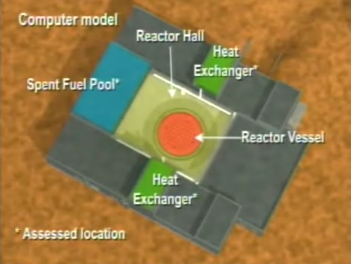
Počítačový model vnitřního zařízení v Al Kibar

Plánováním operace byl pověřen současný velitel izraelského letectva a tehdejší náčelník Plánovacího ředitelství Izraelských obranných sil Amikam Norkin. S provedením operace nesouhlasilo vedení izraelské vojenské zpravodajské služby Aman. Existovaly obavy, že by útok mohl zatáhnout Izrael do otevřené války se Sýrií. Proti tomu stál argument, že funkční jaderné zařízení v občanskou válkou zmítanou Sýrií je pro Izrael velkou hrozbou. Nebezpečí bylo o to větší, že by zařízení mohlo padnout do rukou Islámskému státu nebo jiným islamistickým skupinám, vysokým rizikem bylo už samotné vlastnění jaderné technologie Sýrií.
Velkou část informací o cíli plánovaného útoku poskytly izraelské zpravodajské služby, zejména Mosad. Důležitým faktorem pro posouzení začátku operace bylo zavedení jaderného materiálu do reaktoru. Útok na zařízení obsahující jaderný materiál by mohlo mít pro region dalekosáhlé důsledky. Poskytnuty byly i důležité informace týkající se umístění zařízení v budově s ohledem na cílení střel.
Do plánování samotné operace byl zapojen minimální počet osob. Z pilotů, kteří operaci později provedli, byl do celého plánování zasvěcen pouze jediný. Ostatní se o operaci dozvěděli až několik hodin před jejím zahájením.

## Radarová detekce

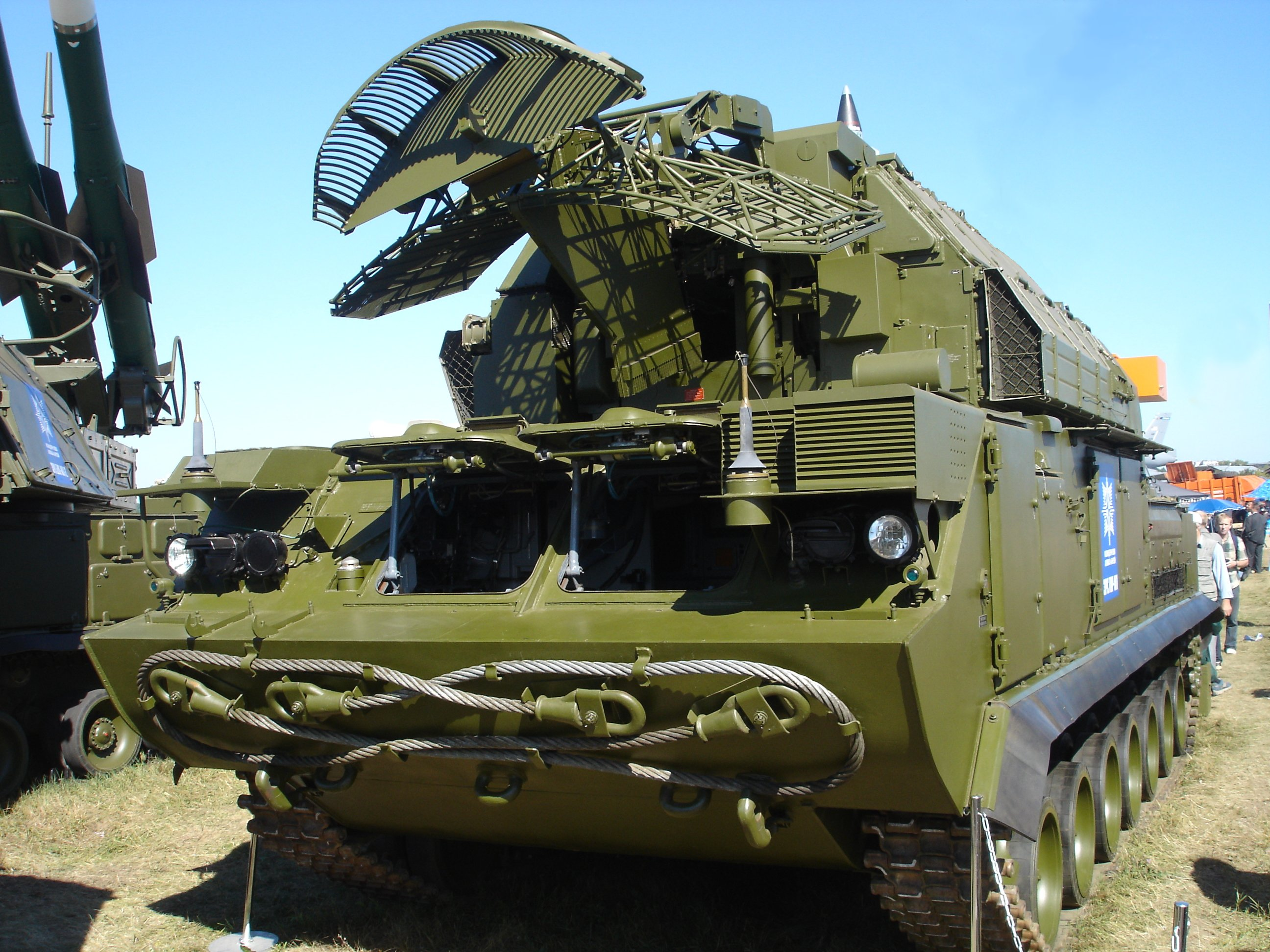
Radarový systém Tor M1

Podle týdeníku Aviation Week & Space Technology) americké vojenské zdroje spekulují o tom, že Izraelci použili k nepozorovanému průletu nad Sýrií technologii podobnou americkému systému Suter, který umožňuje předávat nepřátelskému radaru údaje o neexistujících objektech a dokonce přímo ovlivňovat jeho senzory. Sýrie údajně vlastní moderní ruské radarové systémy SA-22, nicméně ty nebyly v době útoku funkční. V době útoku byla syrská protivzdušná ochrana zajišťována střelami Tor M1 a zastaralými S-125 Něva (kód NATO SA-3).

## Průběh operace
Den před samotným útokem pronikli do blízkosti areálu příslušníci izraelských zvláštních jednotek Sajeret Šaldag a Sajeret Matkal, aby pomocí laserového osvitu navedli izraelské bombardéry na cíl. Na samotném útoku se podílely 4 letouny F-15I z 69. izraelské perutě z letecké základny Ramat David a 2 páry letounů F-16I ze 119. perutě a 253. perutě ze základen Chacerim a Ramon. Vybaveny byly raketami AGM-65 Maverick a 500liberními bombami. Pro let byly stroje dále vybaveny přídavnými nádržemi. Informace o počtu účastnících se letadel se různí, ale vesměs se hovoří o 8 až 10 strojích a to včetně letounu ELINT uzpůsobeného pro elektronickou špionáž.
Operace započala 5. září 30 minut před půlnoci. Formace letěla odklonem přes Středozemní moře a poté se stočila na sever. Do syrského vzdušného prostoru vstoupila z tureckého území. Do syrského vzdušného prostoru ale vstoupily pouze čtyři stroje (podle jiných zdrojů šest), které provedly samotný útok, ostatní letadla byla určena pro zmatení syrské protivzdušné obrany či jako návnada pro stíhací letouny protivníka a od útočící formace se oddělila již nad mořem. Bezpečnost útočících letadel zajišťoval letoun ELINT vybavený prostředky pro rušení protivzdušného zabezpečení protivníka. Díky němu se podařilo elektronicky vyřadit ruský systém pro boj s raketami a leteckými silami nepřítele Pancir S1E. Jiné zdroje ale hovoří o tom, že v inkriminovanou dobu nebyl Pancir S1E ještě v provozu.
Během samotného útoku bylo na cílový objekt svrženo 17 tun trhavin. Podle dostupných zdrojů při útoku zahynulo 10 severokorejských pracovníků a dalšího personálu. Samotný objekt byl úplně zničen. Izraelci se zpět na základnu vrátili beze ztrát. 6. září bylo potvrzeno, že reaktor byl zničen bez šance na znovuzprovoznění.

## Cíl

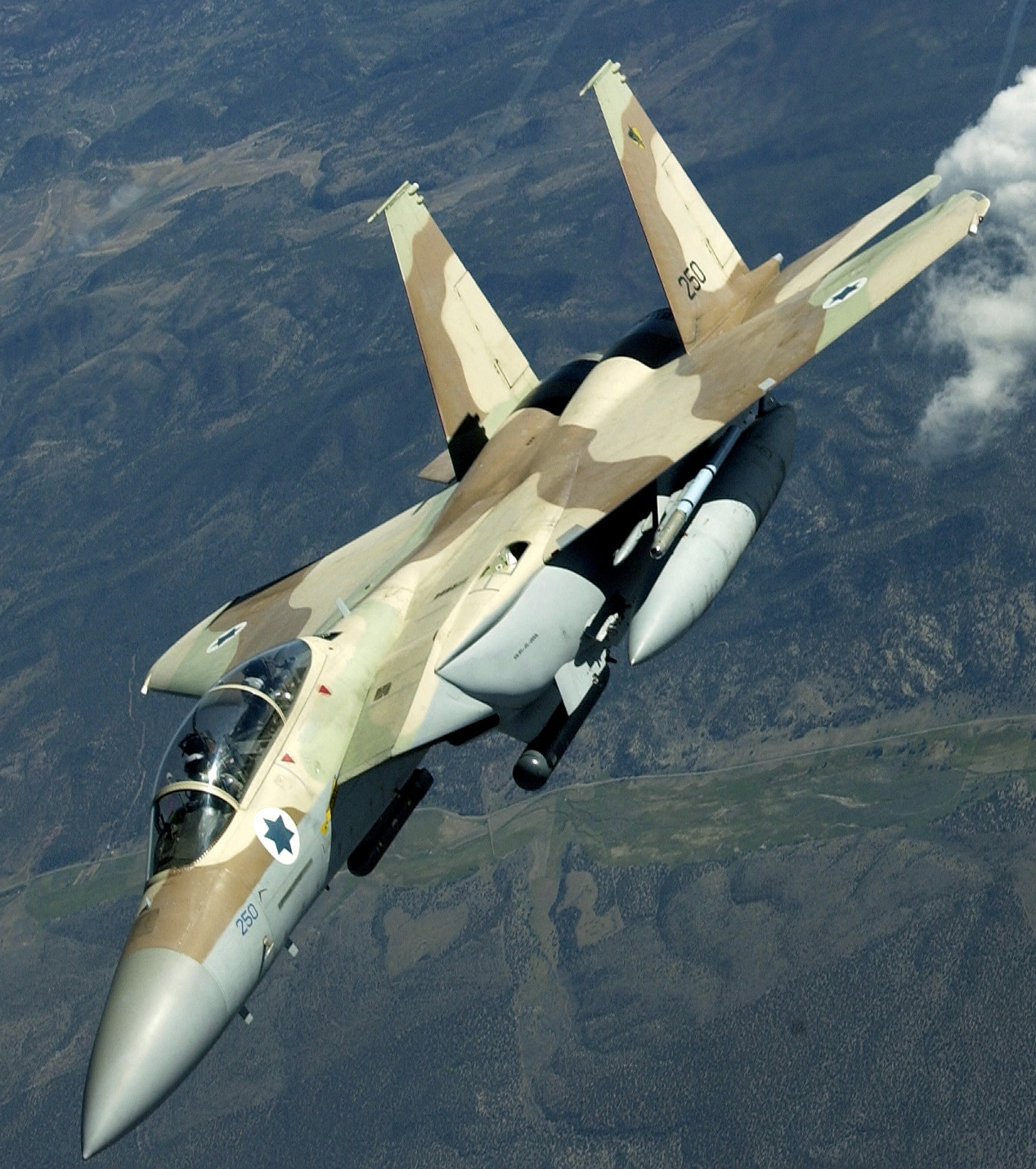
Izraelský letoun F-15I z 69. perutě

První zprávy CNN hovořily o tom, že letecký útok byl určený na „zbraně pro milice Hizballáhu“ a že po útoku „zůstala velká díra uprostřed pouště.“ Deník The Washington Post napsal 13. září, že americké a izraelské zpravodajské služby získaly informaci, že bylo v Sýrii za severokorejské pomoci budováno jaderné zařízení a že cílem bylo „zařízení schopné vyrábět nekonvenční zbraně.“ Podle Sunday Times byla cílem útoku skrýš jaderného materiálu ze Severní Koreje. Několik dnů předtím v Sýrii zakotvila severokorejská loď a Severní Korea nálet veřejně odsoudila (KLDR se vyjadřuje k mezinárodním událostem jen vzácně). Loď byla později identifikována jako 1700tunová nákladní loď Al Hamed, která byla dříve vlastněna severokorejským obchodníkem. Registrována byla v Jižní Koreji a po cestě přes Suezský průplav 28. července zakotvila v syrském přístavu Tartus. Na zpáteční cestu se vypravila 3. září, poté co údajně vyložila náklad cementu. Kde byla loď v době útoku, není známo.
Website The Raw Story uveřejnil 24. září zprávu, že mu zdroj z amerických tajných služeb sdělil, že skutečným cílem byly severokorejské rakety Nodong-1 „starší generace,“ které se Sýrie měla pokoušet přetvořit na rakety schopné nést chemické hlavice.
Syrský viceprezident Farúk al-Šará oznámil 30. září, že cílem izraelského útoku bylo Arabské centrum pro studia aridních oblastí, což nicméně centrum samo ihned popřelo. Následující den prohlásil syrský prezident Bašár al-Asad, že cílem útoku bylo „prázdný nedokončený vojenský komplex, který byl ještě ve výstavbě.“ Neposkytl však žádné detaily o povaze a účelu komplexu.
Kuvajtský deník Al Jareeda přinesl 28. září informaci, že zdrojem informací pro útok byl íránský generál Ali Reza Asgari, který v únoru zmizel.
14. října deník New York Times citoval americké a izraelské vojenské zpravodajské zdroje, které uvádí, že cílem útoku byl severokorejskými techniky rozestavěný jaderný reaktor a že při útoku zahynulo mnoho techniků.
2. prosince citoval deník Sunday Times profesora Telavivské univerzity Uziho Evena, zakladatele Negevského jaderného výzkumného centra, který tvrdí, že Sýrie budovala zařízení ke zpracování obohaceného plutonia ze Severní Koreje, které mělo sloužit k sestrojení atomové bomby. Tvrdí také, že fakt, že Syřané místo útoku zasypali tunami zeminy, svědčí o jejich strachu z radiace.

## Reakce

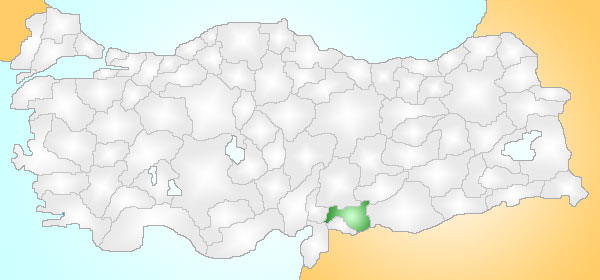
Provincie Gaziantep v Turecku

Sýrie nejprve prohlašovala, že její protiletecké zbraně ostřelovaly izraelské letouny, které bombardovaly prázdnou oblast v poušti a později, že cílem byly nepoužívané vojenské budovy. 7.–8. září turecká média informovala o nálezu izraelských palivových nádrží v provinciích Gaziantep a Hatay a turecký ministr zahraničí podal formální protest izraelskému velvyslanci. Izrael incident nekomentoval, ačkoliv izraelský premiér Ehud Olmert prohlásil, že „Bezpečnostní služby a izraelská armáda projevují neobvyklou odvahu. Přirozeně nemůžeme vždy odkrýt své karty.“
Izraelským novinám bylo zakázáno o leteckém útoku vytvářet vlastní zprávy. 16. září řekl šéf izraelských vojenských tajných služeb Amos Jadlin parlamentní komisi, že Izrael znovuzískal svou „odstrašující schopnost.“ Americký ministr obrany Robert Gates byl dotázán, zda Severní Korea pomáhala Sýrii v jaderné oblasti, ale odpověděl pouze: „Sledujeme Severokorejce velmi pozorně. Sledujeme Syřany velmi pozorně.“ První veřejné uznání akce od izraelských představitelů přišlo 19. září, kdy vůdce opozice Benjamin Netanjahu prohlásil, že byl o útoku informován a že osobně poblahopřál premiéru Olmertovi.
11. září severokorejský ministr zahraničí odsoudil narušení syrského vzdušného prostoru a vyjádřil podporu Sýrii.
2. října oznámil izraelský rozhlas, že izraelské letectvo útočilo „hluboko v syrském území,“ ale nesdělil více podrobností.
28. října sdělil izraelský premiér Ehud Olmert kabinetu, že se omluvil tureckému premiérovi Recepu Tayyipu Erdoğanovi za případné narušení tureckého vzdušného prostoru. V prohlášení pro tisk bylo uvedeno: „V rozhovoru s tureckým premiérem jsem mu sdělil, že pokud izraelská letadla narušila vzdušný prostor, nebyl v tom žádný úmysl podkopat tureckou suverenitu, kterou respektujeme.“
Téhož dne kritizoval útok šéf Mezinárodní agentury pro atomovou energii Muhamad Baradej se slovy, že nejprve bombardovat a až poté pokládat otázky „podkopává systém a nevede k žádnému řešení takového podezření.“
26. října přinesl deník New York Times satelitní fotografie ukazující, že Syřané téměř kompletně odstranili zbytky zařízení. Zdroje z amerických tajných služeb říkají, že podobná operace by trvala normálně přibližně rok, a vyjádřily údiv, v jaké rychlosti se to odehrálo. Bývalý zbrojní inspektor David Albright se domnívá, že práce mají za úkol odstranit důkazy, které by usvědčovaly Sýrii.

## Důsledky
10. října přinesly New York Times informaci, že se Izrael podělil o dokumenty o útoku s Tureckem. Turci prý pak v Damašku konfrontovali Syřany s dokumenty, které uvádějí, že Sýrie vyvíjela jaderný program. Sýrie to však odmítla se slovy, že cíl útoku bylo skladiště strategických raket.
25. října přinesl deník The New York Times komerční satelitní fotografie pořízené před útokem a po něm, které ukazují, že na místě kvádrové budovy již nic neexistuje.
27. října informovaly New York Times, že společnost Geoeye uveřejnila fotografii ze 16. září 2003, z níž bezpečnostní analytik John Pike odhadl, že stavba začala zhruba v roce 2001. Zdroj z bezpečnostních služeb prozradil deníku, že Spojené státy toto místo sledovaly špionážním satelitem. Při zkoumání obdobných satelitních snímků bylo zjištěno, že 5. září 2002 oblast vyfotografoval také astronaut z Mezinárodní vesmírné stanice. Přestože snímek nemá dobré rozlišení, postačí k potvrzení faktu, že v tomto období již budova existovala.
MAAE se pokouší vyšetřovat obvinění z výstavby jaderného zařízení v Sýrii, ale v polovině listopadu 2007 s ní nespolupracoval ani Izrael, ani USA. MAAE prozkoumala komerční satelitní snímky zmiňovaného místa, ale nemohla potvrdit, zda se jedná o jaderné zařízení či nikoliv.
11. ledna 2008 zveřejnila společnost DigitalGlobe satelitní snímek, který ukazuje, že na místě útoku je budováno nové zařízení. Nicméně David Albright uvedl, že je velmi nepravděpodobné, že by se jednalo o jaderný reaktor, a že pravděpodobně jde o zastřešení výkopových prací.
1. dubna 2008 japonský deník Asahi šimbun napsal, že Ehud Olmert na jednání 29. února sdělil japonskému premiérovi Jasuovi Fukudovi, že cílem útoku bylo „jaderné zařízení, které bylo budováno s pomocí severokorejských techniků vyslaných Pchjongjangem.“
Počátkem dubna deník Haaretz naznačil, že Izrael a Spojené státy koordinovaly, jaké detaily o útoku budou zveřejněny během jednání amerického Kongresu. Nejmenovaný činitel shrnul jeho plánovaný obsah: „Dojem je takový, že Syřané se za pomoci Severokorejců pokoušeli o stavbu neoznámeného zařízení, které by mohlo produkovat plutonium.“ Podle deníku Washington Post uvnitř syrského zařízení bylo pořízeno video ukazující, že syrský reaktor je totožný se severokorejským reaktorem v Jongbjonu, a bylo předvedeno Bushově administrativě před izraelským útokem. Podle představitelů USA se v reaktoru nenacházel žádný uran, a ačkoliv bylo zařízení téměř kompletní, nemohlo by být spuštěno bez podrobných testů. Podle nejmenovaného vysokého představitele americké vlády pak bylo zařízení pouze několik měsíců před spuštěním.
Na uzavřeném jednání Kongresu Spojených států amerických 24. dubna 2008 byli jeho členové seznámeni s důkazy, že Severní Korea pomáhala Sýrii vybudovat jaderný reaktor. Téhož dne Bílý dům vydal tiskové prohlášení, že USA věří, že Sýrie se severokorejskou pomocí stavěla tajný jaderný reaktor schopný produkovat plutonium a jeho účel nebyl mírový. Zpravodajská služba seznámila s fakty také MAAE.
Podle uniklé zprávy MAAE z počátku roku 2010 se agentura domnívá, že objekt zničený izraelským letectvem byl jaderný reaktor. Konkrétně uvádí: „Přítomnost těchto částic ukazuje na možnost jaderných aktivit na tomto místě a je tak dalším zdrojem znepokojení ohledně povahy zničené budovy.“

## Odtajnění
Na podzim roku 2017 rozhodl izraelský úřad vojenského cenzora o uvolnění informací o celé operaci. Izrael tak v osmistránkové zprávě s doprovodnou dokumentací oficiálně přiznal provedení celé operace a prozradil některé podrobnosti včetně videí.